# 克勒兹河畔圣雷米
克勒茲河畔圣雷米（法語：Saint-Rémy-sur-Creuse，法語發音：[sɛ̃ ʁemi syʁ kʁøz]）是法国新阿基坦大区维埃纳省的一个市镇，位于该省东北部，属于沙泰勒罗区。

## 地理
克勒兹河畔圣雷米（46°57'13"N, 0°41'41"E）面积12.94 平方千米，位于法国新阿基坦大区维埃纳省，该省份为法国中西部省份，北起曼恩-卢瓦尔省和安德尔-卢瓦尔省，西接德塞夫勒省，南至夏朗德省，东南接上维埃纳省，东临安德尔省。
与克勒兹河畔圣雷米接壤的市镇（或旧市镇、城区）包括：阿比伊、比克瑟伊、当热-圣罗曼、勒尼、莱索尔姆。
克勒兹河畔圣雷米的时区为UTC+01:00、UTC+02:00（夏令时）。

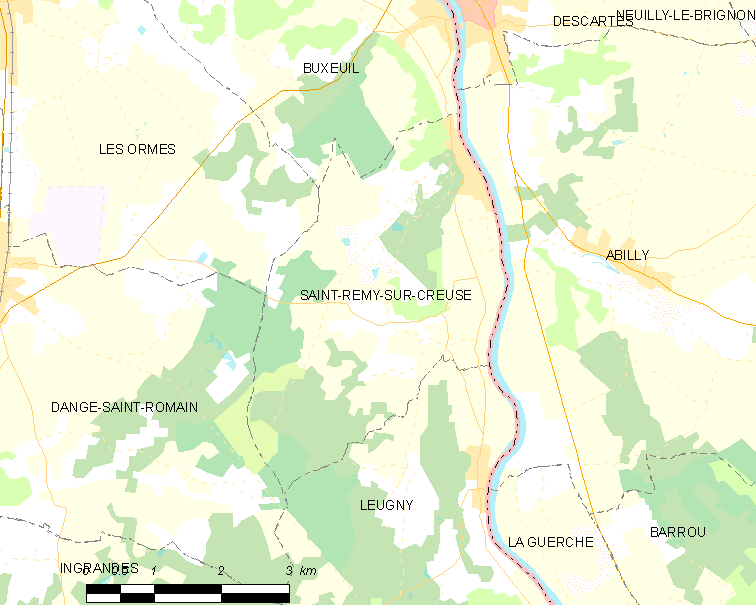
克勒兹河畔圣雷米的OSM定位图

## 行政
克勒兹河畔圣雷米的邮政编码为86220，INSEE市镇编码为86241。

## 政治
克勒兹河畔圣雷米所属的省级选区为沙泰勒罗第二县。

## 人口

1962-2008年间克勒兹河畔圣雷米人口变化图示

克勒兹河畔圣雷米于2022年1月1日时的人口数量为453人。